# Paris-Manhattan
Paris-Manhattan é um filme de comédia francês de 2012 dirigido e escrito por Sophie Lellouche. Estrelado por Alice Taglioni, segue Alice Ovitz, uma garota que é fã dos filmes de Woody Allen.

## Elenco
- Alice Taglioni - Alice Ovitz
- Patrick Bruel - Victor
- Marine Delterme - Hélène
- Louis-Do de Lencquesaing - Pierre
- Marie-Christine Adam - Nicole Ovitz
- Michel Aumont - Isaac Ovitz
- Margaux Châtelier - Laura
- Woody Allen